# Beni Hammád erődje
Beni Hammád erődje, hivatalos megnevezéssel Beni Hammád-i el-Kala (arabul قلعة بني حماد, jelentése ’Hammád fiainak erődje’; a név elemeinek egyéb átírásváltozatai: Beni Hammad, Al Qal’a, Al Qal’ah, Qalaa, Kalaa) Algéria 1980 óta világörökségi védelmet élvező középkori romvárosa, a hammádida emírek 1007 és 1090 közötti erődített fővárosának romjai Algírtól 225 kilométerre délkeletre, Mszila tartomány hegyvidéki területein, a Hodna-hegységben. Az 1000 méteres tengerszint feletti magasságban lévő emlékhely az arabok és az iszlám történelmének egyik legmonumentálisabb építészeti együttese.

## Történelme
Az erődített várost Hammád ibn Buluggín alapította 1007-ben és tette meg a  mai Algéria területén uralkodó, berber eredetű Hammádida-ház fővárosának. A 7 kilométernyi erődített fallal körbevett, virágzó várost 1090-ben, a Fátimidák által büntetőhadjáratba küldött Hilál törzs elől menekülve hagyták el a Hammádidák, és Bedzsájába tették át székhelyüket. 1152-ben az Almohádok részlegesen lerombolták a falakat és a várost, amely ennek nyomán el is néptelenedett.

## A helyszín
Az egykor erődfallal kerített emlékhely magában foglal egy nagymecsetet és minaretjét, valamint néhány palotaromot. Az épület tizenhárom hajóra és nyolc boltszakaszra tagolódó imacsarnokával a mai Algéria területének második legnagyobb mecsete a manszúrai után, és formai jegyeiben sokban emlékeztet a kairuani nagymecsetre. Minaretje 25 méter magas, és három erkélyével az olyan tornyok prototípusául szolgált, amilyen például a sevillai Giralda. A palotaromok a hammádida uralkodók gazdagságáról tanúskodnak, így például az emír tulajdonképpen három palotából álló rezidenciája, amelyeket pavilonokkal és medencékkel díszített kertek választanak el egymástól. A sziklacsúcsra épült, Dár el-Menát nevű palota őrtornya uralja a romváros látványát, a legnagyobb épület pedig a Dár el-Bahár nevet viseli.
A helyszínen folytatott ásatások leletanyagát (kerámia, ékszerek, érmék stb.) Szetif, Kaszentína és Algír múzeumaiban őrzik.